# Andrea Celeste
Celeste Ieffa, in arte Andrea Celeste (Pontedera, 31 agosto 1986), è una cantautrice italiana.

## Biografia
Di origini toscane, Andrea Celeste si avvicina alla musica fin da giovanissima, suonando per gioco l'organetto Bontempi delle sorelle e cantando per ore sulle scale di casa.
A undici anni inizia lo studio del canto lirico sotto la guida del Maestro Vittorio Scali e, nello stesso periodo, inizia a frequentare il coro gospel del paese, il St. Jacob's Gospel Choir, diretto dal Maestro Massimo Bracci. Proprio durante un concerto con il coro, incontra la vocalist americana Cheryl Porter, che rimane colpita dalle sue doti vocali e la invita a partecipare ad un importante seminario di musica gospel nel 2002, Gospel in Castel Brando, grazie al quale vince una borsa di studio. Appena quattordicenne, Andrea Celeste ha quindi la possibilità di condividere il palco con un ancora sconosciuto Mario Biondi, Daniele Perrino (Amici 2003) e la stessa Cheryl Porter. Durante questo seminario segue le lezioni di maestri come Michael e Regina Winans (della celebre "Winans Family") e Terron Brooks.
Nello stesso periodo si avvicina alla musica jazz grazie ad un disco di Billie Holiday prestatole da un suo amico.
Durante tutta l'adolescenza, parallelamente a queste esperienze, ha l'opportunità di lavorare come turnista in studio di registrazione per progetti di dance, gospel, rap, pop-rock e jazz e debutta dal vivo sul palco del Milano Gospel Festival, al quale partecipa per ben tre edizioni di seguito.
Agli inizi del 2007 Roberto Vigo, fonico e produttore genovese, dopo aver ascoltato il demo di alcuni brani scritti dalla cantante e pubblicati sulla sua pagina Myspace, la contatta e le propone di registrare il suo album d'esordio.

### I primi album jazz
Nel 2008 esce l'album My Reflection, prodotto da Roberto Vigo, dalle sonorità jazz. L'album vede la partecipazione del pianista jazz Dado Moroni (con il quale firma il brano inedito "Real"), degli GnuQuartet e del pianista Andrea Pozza. Composto da dieci brani inediti e da tre cover, in un perfetto incontro tra sonorità jazz e un pop di matrice acustica, il disco viene accolto con entusiasmo dalla critica settoriale e il sito americano All About Jazz definisce l'interpretazione degli standard "magistrale"..
Nel 2009 esce l'album "Enter Eyes" in collaborazione con il jazzista Andrea Pozza. L'album, che vede protagonisti il duo piano e voce, è composto da quattro composizioni originali di Andrea Pozza. Due di queste vengono firmate da Andrea Celeste in veste di autrice del testo. Il disco viene pubblicato da Incipit e distribuito da Egea e riscuote un buon successo in Giappone.. Unico ospite del disco è il crooner italiano Matteo Brancaleoni nella cover del brano Pure Imagination.

### 2007-2011
Durante questo periodo la sua attività dal vivo si intensifica e Andrea ha l'opportunità di esibirsi in numerosi festival tra cui Ischia Jazz, Monte Carlo Jazz, Val Badia Jazz. Nel 2010 viene invitata insieme ad altri 200 giovani provenienti da tutta Italia a partecipare al Festival TNT di Roma, ideato dall'Onorevole Ministro Giorgia Meloni, in veste di rappresentante dell'eccellenza giovanile in campo musicale. Nel febbraio del 2011 debutta con il gruppo Andrea Celeste Quartet sul palco del prestigioso jazz club Blue Note di Milano e partecipa come unica artista Italiana al Dima Jazz Festival che si svolge a Costantine in Algeria.

### 2012-2013
Nella primavera del 2012 esce il singolo Born to Be Alive, cover della hit di fine anni '70 portata al successo da Patrick Hernandez. La rivisitazione jazzata del brano cattura l'attenzione di svariate emittenti radio, tra cui Radio Capital, Radio 105, Radio Rai Uno, Rai Isoradio, che trasmettono il singolo e invitano la cantante in studio per interviste e live in diretta. il videoclip del singolo è firmato dal regista Lorenzo Vignolo. L'album Something Amazing esce a Maggio del 2012 e attira l'attenzione della stampa sulla cantautrice dal sound pop raffinato. Nello stesso anno riceve il "Premio Via Del Campo".
Dopo l'assegnazione di questo premio e un lungo viaggio a New York, Andrea riflette sull'importanza di cantare nella propria lingua madre e decide di riscoprire e onorare il repertorio dei cantautori genovesi, anche in omaggio alla città che la ospita da oramai 7 anni. Da questi desiderio nasce uno spettacolo che la cantante porterà in tour durante l'estate 2013 e il disco Se stasera sono qui che ne raccoglie tutti i brani. L'album vede la collaborazione di Zibba e dello storico fondatore dei New Trolls Vittorio De Scalzi.

### 2014-2015
Nel 2014, in vista della realizzazione del suo nuovo album di inediti, Andrea Celeste e il suo team si recano presso gli studi La Fabrique (Saint-Rémy-de-Provence, Francia) per registrare alcuni brani con il fonico e produttore dei Capitol Studios di Los Angeles, Al Schmitt. In occasione di questa sessione, Andrea Celeste registra due brani in italiano e tre in inglese, scritti in collaborazione con il bassista Massimo Trigona.

## Discografia
- 2008 – My Reflection
- 2009 – Enter Eyes
- 2012 – Something Amazing
- 2013 – Se stasera sono qui
- 2015 – Kaleidoscope (EP)

## Premi e onorificenze
- 2012 - Premio Via del Campo